# Штум
Штум (пољ. Sztum) град је у Пољској у Војводству поморском. По подацима из 2012. године број становника у месту је био 10 377.

## Становништво
| 2012.  |
| ------ |
| 10 377 |